# Francisco de Paula Amat y Villalba
Francisco de Paula Amat y Villalba (Teruel, 1870-1934) fue un catedrático y escritor español.

## Biografía
Nació en la ciudad aragonesa de Teruel en 1870. Catedrático de la Universidad Central de Madrid, fue autor de Flores de dichos y hechos sacados de varios y diversos autores por el Dr. Matthias Duque (1917), que publicó por primera vez; Antología de líricos ingleses y norteamericanos (traducida por varios y en tres volúmenes, 1917-1918), y Pequeña antología de poetas chilenos contemporáneos (1917), entre otras. Falleció en 1934. Su hija, Elena Amat Calderón (1910-2006), fue profesora universitaria y archivera.